# Křížkový steh

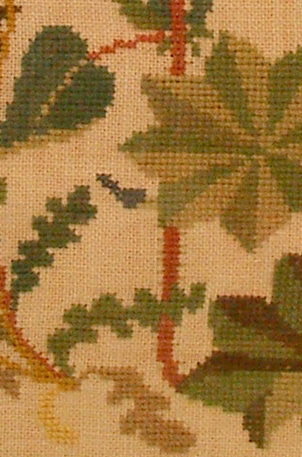
Výšivka křížkovým stehem (ze začátku 20. století)

Křížkový steh je technika ručního vyšívání ze stehů zkřížených do X nebo do +, které se často kombinují s tzv. ¼, ½, ¾ stehem nebo se zadními stehy.
Vyšívání se obvykle provádí na tkaninách s přehlednou strukturou (kanava, stramín), na které se snadno dá předem spočítat počet stehů a jejich pravidelné rozložení na celé ploše (counted thread embroidery). K vyšívání křížkovým stehem se používají také tkaniny s předtištěným vzorem výšivky, které se bez počítání dají zaplňovat stehy z nití v příslušných barvách.

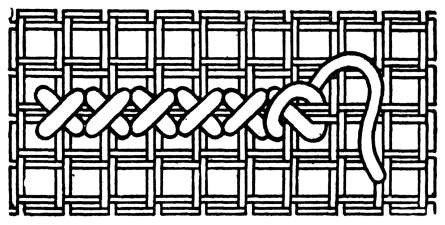
Schéma vyšívání křížkovými stehy na kanavě

## Varianty křížkového stehu
Existuje mnoho variant křížkového stehu, jako např. prodloužený, dvojitý, italský, černohorský, košíkový, lístkový, stonkový (dále se dělí na vázaný a zkřížený), trnový, mřížkový či Van Dyke steh.

## Galerie křížkových stehů

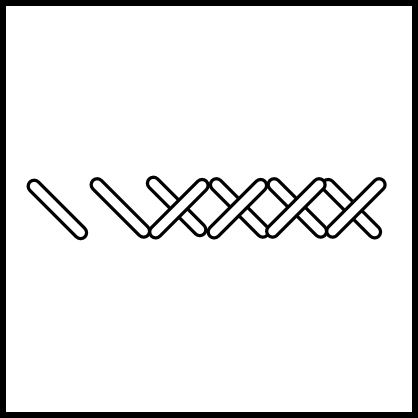
základní křížkový steh
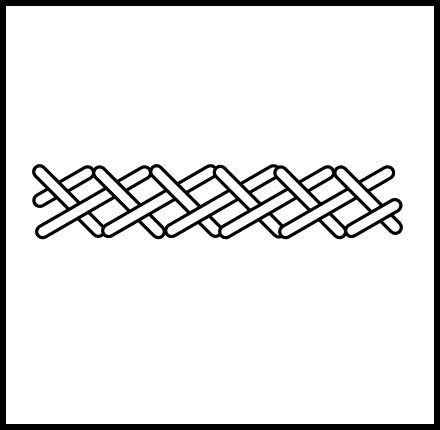
prodloužený
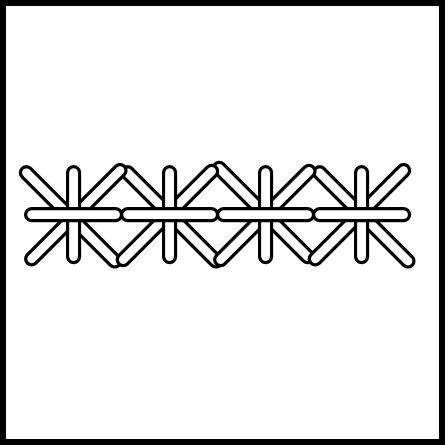
dvojitý
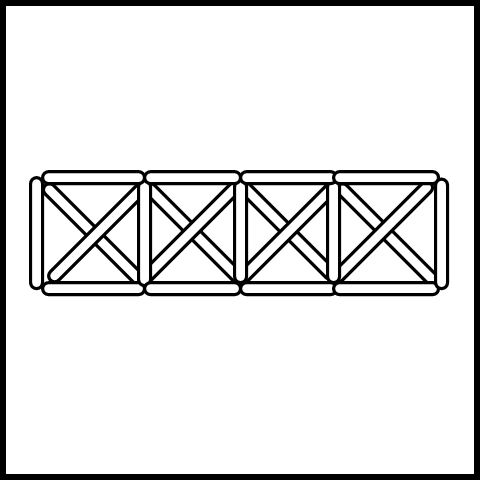
italský
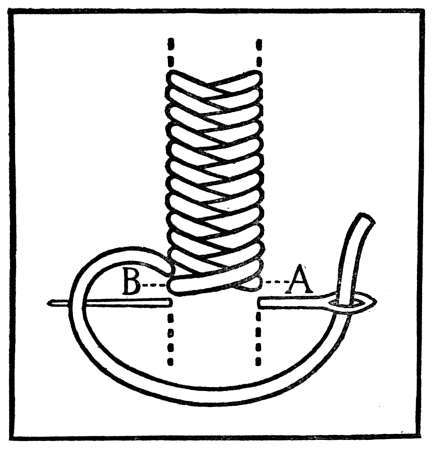
košíkový
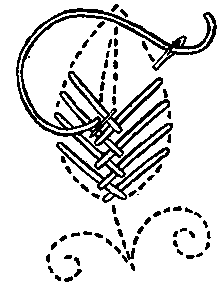
lístkový
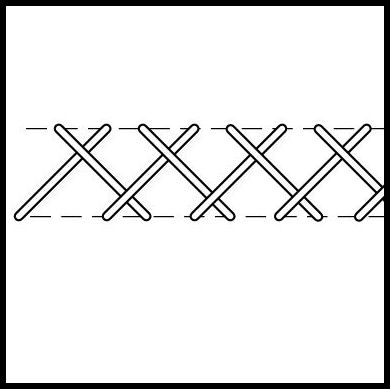
stonkový
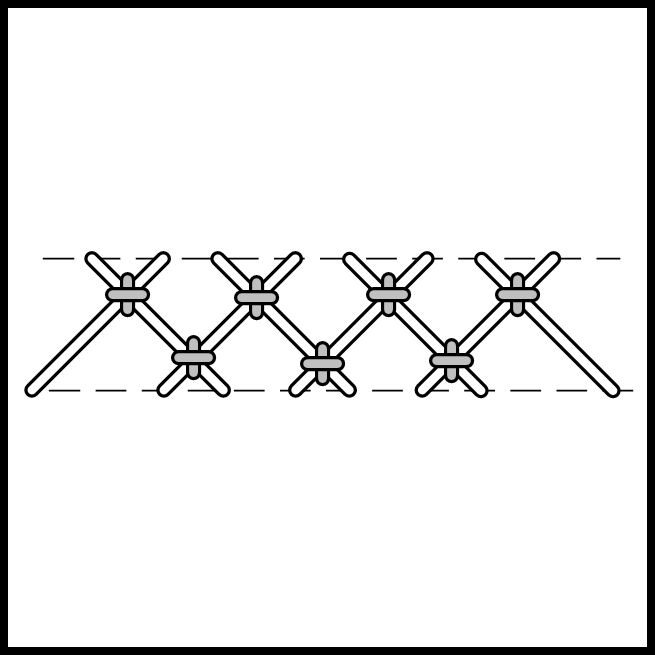
zkřížený stonkový
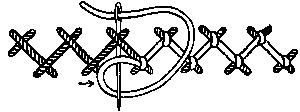
vázaný stonkový
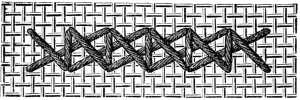
černohorský
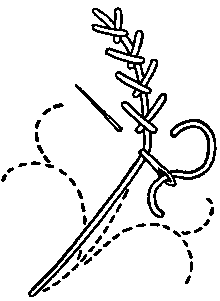
trnový
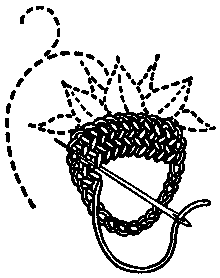
mřížkový
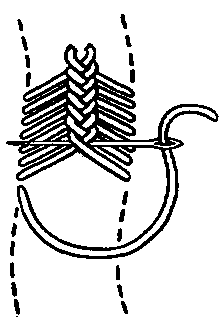
Van Dyke steh